# NGC 4385
NGC 4385 (również PGC 40564 lub UGC 7515) – galaktyka spiralna z poprzeczką (SB0-a), znajdująca się w gwiazdozbiorze Panny. Odkrył ją Albert Marth 22 marca 1865 roku. Jest to galaktyka gwiazdotwórcza.